# Diocesi di Augustopoli di Palestina
La diocesi di Augustopoli di Palestina (in latino Dioecesis Augustopoliana in Palaestina) è una sede soppressa del patriarcato di Gerusalemme e una sede titolare della Chiesa cattolica.

## Storia
Augustopoli di Palestina, identificata con il villaggio di Udhruh, 15 km a est di Petra, in Giordania, è un'antica sede vescovile della provincia romana della Palestina Terza nella diocesi civile d'Oriente. Faceva parte del patriarcato di Gerusalemme ed era suffraganea dell'arcidiocesi di Petra.
Le fonti letterarie hanno trasmesso il nome di due vescovi di Augustopoli: Giovanni I, che prese parte al concilio di Efeso del 431; e Giovanni II, che firmò gli atti del sinodo convocato nel 536 dal patriarca Pietro di Gerusalemme contro Antimo di Costantinopoli e che vide riuniti assieme i vescovi delle Tre Palestine. Gli atti del sinodo del 536 furono firmati anche dal diacono e monaco Elia, "a nome di tutti i monaci di Augustopoli nella Palestina III". Un'iscrizione trovata nel sito di El-Mühezzek nell'Ottocento, databile al 786, reca il nome del vescovo Leonzio di Achis, località identificabile, con le dovute cautele, con quella di Augustopoli di Palestina.
Dal 1933 Augustopoli di Palestina è annoverata tra le sedi vescovili titolari della Chiesa cattolica; finora la sede non è mai stata assegnata.

## Cronotassi dei vescovi greci
- Giovanni I † (menzionato nel 431)
- Giovanni II † (menzionato nel 536)
- Leonzio ? † (menzionato nel 786 ?)